# Типови војних снага за време Наполеонових ратова
Типови војних снага за врме Наполеонових ратова представљали су јединствену тактичку употребу различитих војних јединица или њихово порекло у различитим европским областима. Уопштено говорећи, војне снаге у том периоду не разликују се значајно од оних у 18. веку, иако се њихова употреба значајно разликује. 
Војне снаге током Наполеонових ратова састојале су се углавном од три главне војске и неколико помоћних, а укључивале су пешадију, коњицу, артиљерију, инжењере и логистичке трупе које су се у том периоду звале војни воз. У том периоду почиње развој војног особља које помаже у управљању и организовању снага на терену и у гарнизонима и надгледа обуку регрута. Већи део тог посла обавља стручни штаб, а често и ађутанти старешина и генерали-интенданти. 

## Војне снаге
Главнину војске чиниле су оне трупе које су највише убијале и умирале на бојним пољима. За већину трупа то је значило или суочавање са непријатељском ватром из мускета и пушака на удаљености око 150 m или са ариљеријом која је на њих испаљивала топовску ђулад и картеч или борбе сабљама, копљима и бајонетима.

### Пешадија
Пешадија у време Наполеонових ратова престала је да користи гранате из претходног века и била је подељена на линијску, која се борила у блиској формацији, и лаку, која се борила као чаркаши у отвореној формацији. Иако су многе јединице носиле назив гарде, оне су се функционално усаглашавале са поделом на блиске и отворене формације, при чему су лаке трупе често бивале у блиским. Значајније су биле гренадирске јединице које су традиционално имале највеће и најјаче регруте, иако се током ратова то мењало како би се укључили и искуснији војници. 

#### Гренадири
Гренадирске јединице су у време Наполеонових ратова престале да користе ручне бомбе и биле су у великој мери познате по томе што су биле састављене од високих и крупних људи, који су се често ослањали на елемент шока.

#### Линијска пешадија
Линијска пешадија је тако названа по доминантној линијској борбеној формацији коју је користила за испоруку ватре на непријатеља. Формирајући главнину војски тог доба, била је примарна офанзивна и дефанзивна снага на располагању командантима у том периоду. Кретање у линијској формацији је било веома споро и, уколико батаљон није био врхунски обучен, распад је био практично осигуран, посебно у било којој врсти неравног или шумовитог терена. Као резултат тога, када је било потребно кретање преко таквог терена на великим удаљеностима, трупе би се кретале у колонама, а затим би се распоредиле у линију на одредишту.
Поред тога, линијска формација била је подложна јуришу коњице, посебно са бокова и леђа, а ови напади су обично резултирали потпуним сломом кохезије, па чак и уништавањем јединице, осим ако није била у стању да се распореди у квадратну формацију.

#### Лака пешадија
Лака пешадија, позната под различитим именима у различитим војскама, први пут је уведена у регуларне војске током ратова 18. века као нередовне трупе, али је постала трајни дело регуларних војски или као засебна јединица или као чета у батаљону линијске пешадије. Сматрали су се супериорним због тога што се од њих тражило да нападају непријатеља у малим групама испред других трупа, што захтева већу иницијативу и вештину. Лака пешадија је такође била потпуно обучена да се бори у формацији и тако функционисала као линијска пешадија, по потреби.

#### Чаркаши
Многе војске су садржавале друге лаке трупе осим званично означене лаке пјешадије. Ове јединице су се бориле као предане борбене јединице испред главних снага, као што су француски волтижери, њемачки јегери и британске пушке.

### Коњица
Коњица тог периода задржала је своју улогу из 18. века, иако су коњички гренадири напустили своје гренаде и задржали само своја имена. Коњица је углавном била офанзивна снага која се користила да би пронашла непријатеља или као маневарска сила, да испоручи физички шок пешадији, која је зависила углавном од сабљи и копља да повреди непријатељске војнике. Највећа компонента свих војски у том периоду били су драгуни, али због недостатка коња адекватне величине, лака коњица је убрзо постала велики део војске. 

#### Тешка коњица
Тешка коњица је била коњаничка јединица која је јахала велике коње и користила се за физички шок непријатељској коњици или пешадији. Они су се тако звали због уверења из 18. века да су они ти који одлучују о исходу битке и били су коначна резерва за разбијање непријатељских редова. Иако су многи још носили кирасу, па су због тога звани кирасирима током претходног века, а били су потомци оклопне коњице, многи други, као карабињери, нису те су их писци касније називали тешком коњицом, већином због величине њихових коња.

#### Драгуни
Драгуни су били мање гламурозан, али најзначајнији део коњице. У почетку су били оседлана пешадија. Током тог периода драгуни су се често користили у улози бојне коњице поред своје традиционалне улоге. Они су такође били опремљени карабинима или карактеристично дугом драгунском мускетом.

#### Лака коњица
Лака коњица је била корисна због брзине и окретности, првенствено као извиђачка трупа. Коришћени су и за чарке, пљачке и комуникације. Многи типови лаке коњице, посебно Хусари, развили су блиставе униформе које су настале у Мађарској и одакле их је војска Аустрије регрутовала. У време ратова, у свим војскама постојале су јединице које су се састојале од Хусара или обликовале по њима. Неправилна козачка коњица била је од велике користи руској војсци у ометању непријатељских линија комуникације и вођењу рација.

#### Копљаници
Коњица копљаника, позната у многим војскама као Улани, постојала је само у неколико војски на почетку ратова, али су је почели користити скоро сви борбени народи како су ратови напредовали. Били су цењени јер су имали значајну предност због дугачког домета копља које им је омогућавало да први нападну непријатељску коњицу и пешадију, иако су били веома рањиви ако су били присиљени на близину стационарне гужве. Често се користи као анти-коњичка трупа.

### Артиљерија
Артиљерија за време Наполеонових ратова наставила је да користи топове и хаубице као и у претходном веку. Биле су то глатки, тешки, летећи артиљеријски комади које су померали гребени, обично споро. 

#### Опсадна артиљерија
Опсадну артиљерију чинили су веома тежак топ, хаубица и мерзер који су коришћени за принудну предају тврђава током опсаде.

#### Теренска артиљерија
Теренска артиљерија је обично користила топове и хаубице да директно пуца у видљиве непријатељске трупе, испаљивавши или муницију са куглом или канистером која је мерена тежином топовског ђулета (у фунтама). Тежи комади су негде били познати и као позициона артиљерија и били су распоређени у истом положају за време трајања битке због потешкоћа у њиховом премештању.

#### Коњичка артиљерија
Артиљерија у којој су посаде јахале, а не ходале са својим деловима, постала је позната као коњичка артиљерија, такође иновација из претходног века, али је постала још раширенија током Наполеонових ратова. Обично се везује за коњичке јединице како би им пружио потпорну ватру из мањих топова него што су били топови теренске артиљеријске.

## Услуге подршке
Службе за подршку биле су заправо трупе које су осигуравале маневрисање и борбу оружја. 

### Административно особље
Административни штабови војске били су у великој мери одговорни за оперативна питања која се односе на вођење кампања као што су добијање обавештајних података, преношење наредби и обезбеђивање испоруке муниције трупама.

#### Ађутантски штаб
Ађутантски штаб је током тог периода био у великој мери одговоран за обезбеђивање адекватних просторија за живот, воде, хране и одеће за трупе и животиње за наставак кампања. Често су служили у обавештајним службама за прикупљање података као извиђачи, због њихове потребе да се налазе нешто испред марширајућих трупа када су прегледали локације за кампове или биваке.

### Инжењери
Обично су били део артиљеријских снага, војни инжењери су били одговорни за изградњу и уништавање теренских одбрана, вођење опсада, изградњу и рушење мостова.

#### Понтонијери
Понтонијери су остали у својој улози из 18. века, подизања понтонских мостова за прелажење река где није било моста или где га је непријатељ уништио.

#### Пионири
Подривачи, познати и као пионири, првобитно су били трупе које су коришћене за копање ровова и утврђења током опсада. У време Наполеонових ратова, постали су одред војника који је обично служио са пешадијским и коњаничким пуковима како би помогао при рушењу капија и ограда ради лакшег кретања јединица. Подривачи су изабрани због њихове физичке величине и снаге. Карактеристична опрема била је секира, обично дворука, са широком главом.

#### Рудари
Мање познати током овог периода, рудари су имали дугу историју, и користили су се за копање тунела током опсада у којима су експлозивне направе биле постављене да руше делове зида утврђења, стварајући пробој.

### Војни воз
Војни воз је био служба која је осигуравала, са различитим степеном ефикасности у том периоду, доставу трупама свега што нису могли да носе. Често подељена између пуковских и генералских возова, француска служба је сматрана најбољом у Европи тог периода.

### Здравствене услуге
Иако су војномедицинске службе у ратовима биле основне, оне су постојале, а искуство војних лекара и хирурга током сукоба значајно је допринело унапређењу медицине касније током века.

## Нередовне трупе
По свему судећи, најпознатији војници који нису служили као трајни делови војски током Наполеонових ратова, били су Козаци, готово све веће војске тог периода су користиле њихове услуге. Шпански гериљери касније су дали своје име новом облику ратовања, герилском рату. 